# باشگاه فوتبال والتون کژوالس
باشگاه فوتبال والتون کژوالس (به انگلیسی: Walton Casuals Football Club) یک باشگاه فوتبال در شهر والتون اون تیمز، کشور انگلستان است که در سال ۱۹۴۸ میلادی تأسیس شده‌است.